# 2017 في الصين
فيما يلي قوائم الأحداث التي وقعت خلال عام 2017 في الصين.

## أحداث
- 8 أغسطس – زلزال جيوزيغو 2017
- 26 مارس – انتخابات الرئيس التنفيذي لهونغ كونغ 2017

## سياسة

### تعيين في المنصب
- 16 يناير – بول تشن وزير المالية (هونغ كونغ).
- 25 أكتوبر – يانغ جيتشي عضو المكتب السياسي للحزب الشيوعي الصيني.

### انتهاء فترة المنصب
- 25 أكتوبر – ليو يان دونغ عضو المكتب السياسي للحزب الشيوعي الصيني.

## رياضة
- 7 مايو – طواف جزيرة تشونغ مينغ سباق المرحلة 2017 الفائزون كيرستن وايلد، جولين ديهور، أنيميك فان فليوتن، Maria Vittoria Sperotto [الإنجليزية]‏، Alé Cipollini Galassia 2017  [لغات أخرى]‏، كلو هوسكينغ.
- 24 أكتوبر – طواف قوانغشي 2017 الفائزون جوليان ألافيليب، فرناندو جافيريا، نيكولاس روش، بي إم سي راسينغ 2017 [الإنجليزية]‏، دانيال أوس، باوك موليما، تيم فيلانز.

## أفلام
من الأفلام التي صدرت هذه السنة في الصين:
- 1 يناير – الأجنبي من إخراج مارتن كامبل.
- 16 ديسمبر – السور العظيم من إخراج زانج ييمو.

## وفيات

### يناير
- 1 يناير – أبو عمر التركستاني
- 1 يناير – ديريك بارفيت (مواليد 1942) فيلسوف بريطاني.

### يوليو
- 13 يوليو – ليو شياوبو (مواليد 1955) ناقد أدبي، وكاتب، وأستاذ صيني، وناشط في مجال حقوق الإنسان.